# Burg Zimmern (Zimmern, Grünsfeld)
Die Burg Zimmern ist eine abgegangene mittelalterliche Höhenburg auf einem Bergrücken, welcher früher als „Hirnschale“ bezeichnet wurde südlich von Zimmern im Main-Tauber-Kreis in Baden-Württemberg.

## Lage

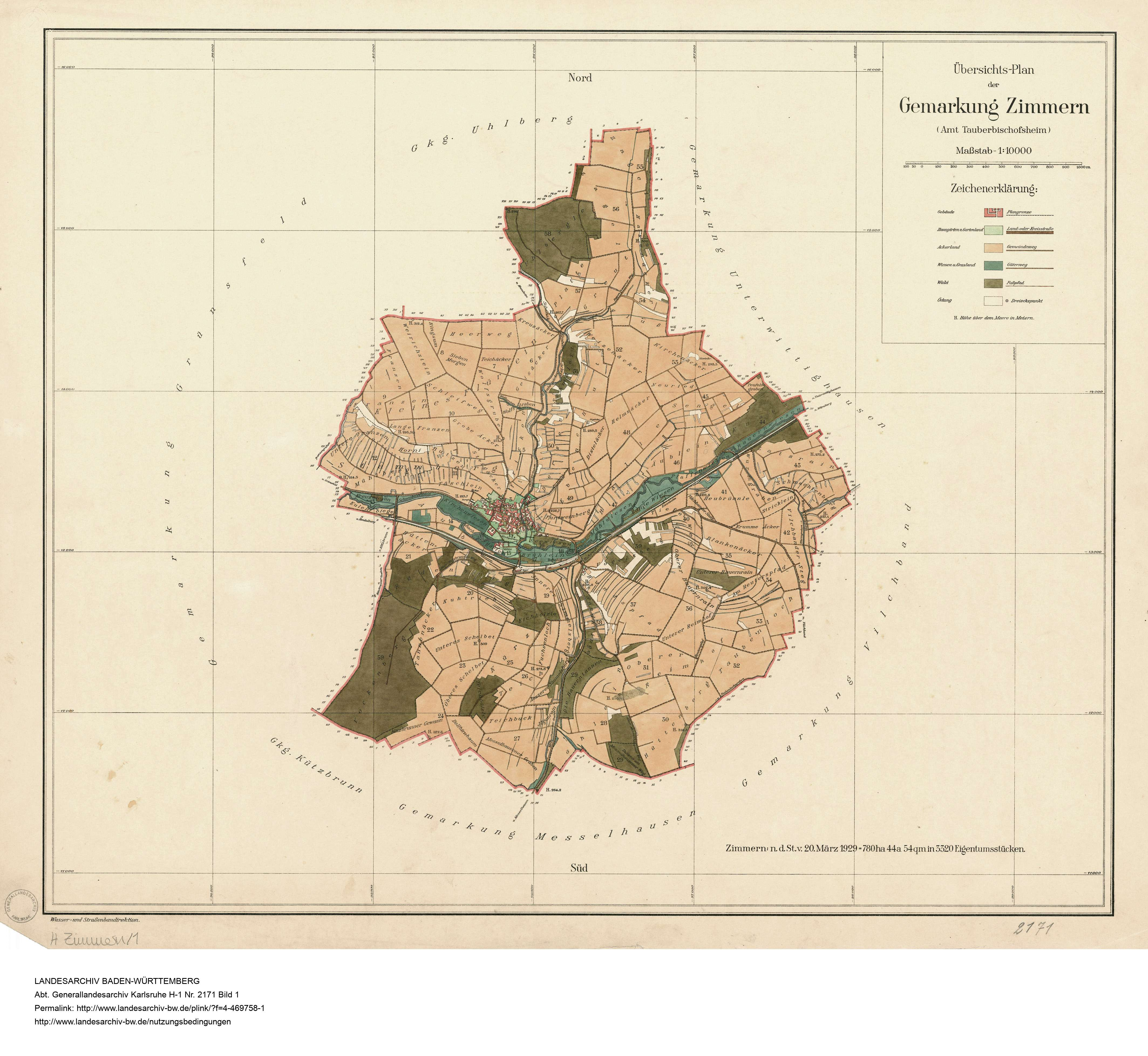
Die Lage der abgegangenen Burg Zimmern wird auf einem Bergrücken am südlichen Gemarkungsrand von Zimmern, westlich des Messelhausener Grabens, vermutet

Die Burg Zimmern soll sich zwischen dem gleichnamigen Ort und Messelhausen auf einem steil ansteigenden Bergrücken etwa 800 Meter südlich von Zimmern, westlich des Messelhausener Grabens, befunden haben. Mitte des 19. Jahrhunderts war dort noch eine Ödung sichtbar, die als „Hirnschale“ bezeichnet wurde. Bei Raubgrabungen wurden an dieser Stelle Eisen, Kupfer, Kohle und Aschereste gefunden. Tieferliegend vermutete man damals Hohlräume, die auf noch intakte Gewölbe schießen ließen.

## Strategische Bedeutung
Die Burg wurde vermutlich Mitte des 12. Jahrhunderts zur Sicherung der darunterliegenden Vicinalstraße errichtet. Dadurch war es den Burgherren möglich, Abgaben in Form eines Geleitrechts zu generieren. Dieses Geleitrecht „Zimmern obendig Grpünsveld“ existierte urkundlich nachweisbar noch 1336. Dieses verpfändete Kaiser Ludwig für 2000 Pfund Haller an Graf Gerhart, dem Sohn des verstorbenen Grafen Ludwig von Rieneck. Damit stand ihm das erbliche Recht an sämtlichen damit verbundenen Einnahmen zu – „daz er und sein erben daz selb gelaitte mit allen rechten und nützen inn haben und niezzen füllen und auch daz ein nemen, als es bis her da ſelben ein genomen ist“.

## Geschichte
Zimmern (zur Unterscheidung von anderen Zimmern Grünsfeldzimmern genannt) war der Stammsitz der Dynasten von Zimmern, deren Ahnherr wohl jener Sigeboto ist, der laut Fuldaer Schenkungsbuch – dem Codex Eberhardi, all sein Eigentum in Tubergowe in Villa Grunefelden an das Kloster gab. Ein Geschlecht, welches sich erstmals nach Burg Zimmern bei Grünsfeld benannte, ist durch eine Urkunde Barbarossas vom 29. Oktober 1155 belegt. Unter den damals bedeutsamen Zeugen wie dem Grafen Gerhard von Bergtheim, Graf Boppo von Henneberg und der aufstrebenden Familie der Herren von Grumbach wird als letzter in der Zeugenreihe ein „Sigebodo de Zimbre“ genannt. Sie waren vermutlich eine Nebenlinie der gleichnamigen Herren von Zimmern bei Seckach, die urkundlich bei einer Schenkung des Ritters Diemar von Röttingen vom 18. Januar 1103, worin dieser all sein Eigentum dem Kloster Hirsau überließ, mit „Eberwin de Zimbren“ als Zeugen belegt sind. Diese Schenkung bedurfte unter anderen der Genehmigung des Mainzer Burggrafen Gerhard, des Grafen Heinrich von Rothenburg (Comburg) und des Grafen Bruno von Wertheim, die allesamt zu den mächtigen Dynasten den Reginbodonen gezählt werden. Graf Gerhard von Bergtheim, der bei der Erstnennung der Herren von Zimmern-Grünsfeld genannt wird, war durch seine Ehe mit Beatrix, der Tochter des Mainzer Burggrafen Gerhard, ebenfalls mit den Reginbodonen verwandt.
Sigbot und sein Bruder Tragbot von Zimmern gehörten 1157 nebst Billung von Lindenfels und Erlebold von Krensheim zu den Mitbegründern des Klosters Bronnbach. Letzterer hatte seinen Sitz auf der benachbarten Burg Krense im heutigen Krensheim und war wohl eng verwandt mit den Herren von Zimmern. Bauer vermutet, dass Siboto von Zimmern mit Siboto von Lauda gleichgesetzt werden kann. Er beschreibt das Siegel Sigbots, welches an einer Urkunde aus dem Jahr 1209 noch erhalten ist, jedoch unrichtig. Er beschreibt es als „mandelförmiger Schild mit einem Bande oder Balken querüber“  (in der Heraldik als Schrägbalken bezeichnet) und bezieht sich dabei auf eine Publikation Mones. Dieser beschreibt das Wappen jedoch als „parabolisch, der innere Raum ist mit einem mandelförmigen Schild ausgefüllt, worüber ein horizontales Band geht. Von der Umschrift ist noch erhalten: ... IBODONIS ...“ – also einem horizontalen Balken. Letzteres findet auch Bestätigung im ältesten noch erhaltenen Siegel der Stadt Lauda aus der Zeit zwischen 1395 und 1486, welches ein gespaltenes Schild dessen linke Hälfte jenes der Herren von Rieneck und die rechte Hälfte jene von Lauda zeigt. Durch Heirat wurde wahrscheinlich am Ende des 12. Jahrhunderts die Herrschaft Zimmern mit der von Luden (Lauda) vereinigt, woraufhin die Herren von Zimmern in die repräsentativere Burg Oberlauda umzogen. Darüber hinaus werden verwandtschaftliche Verhältnisse zu den Herren von Gamburg, den Herren von Ingelstadt und den Grafen von Wertheim vermutet. Sigbot von Zimmern soll demnach mit Adele, einer Tochter des Grafen Diether von Wertheim, verheiratet gewesen sein. Ihr gemeinsamer Sohn Heinrich vermutet Bauer als den Erbauer der Dieburg. Demnach hatte er auch eine Schwester namens Jutta. 1213 ging die vereinte Herrschaft Zimmern-Lauda, die sich über einen großen Teil des Amtes Tauberbischofsheim erstreckte, durch Heirat an Graf Gerhard von Rieneck. Ihre ehemalige Stammburg Grünsfeldzimmern wurde dann vermutlich in der Rienecker Fehde 1236 zerstört, obgleich sich 1243 noch ein Ministerial nach Burg Zimmern (Syfridus de Cimbrin) benannte. Nach dieser Zeit sind keine weiteren Urkunden der Herren von Zimmern beziehungsweise Lauda mehr bekannt. 1352 war nachweislich auch der Deutschorden in Zimmern begütert. Durch die Heirat zwischen Dorothea von Rieneck und dem Landgrafen Friedrich von Leuchtenberg wurde 1454 die Herrschaft Würzburgisches Lehen und ging 1646 an Würzburg über. Danach verblieb die Landeshoheit bis 1803 bei Würzburg, bevor sie 1806 zu Salm-Krautheim kam.

## Erhaltungszustand
Von Burg Zimmern haben sich keine Spuren erhalten. Die Mauersteine wurden angeblich zum Bau des Schlosses Messelhausen verwendet.